# Leonid Lejtman
Leonid Grigor'evič Lejtman (in russo Леонид Григорьевич Лейтман?; 2 agosto 1931) è un ex schermidore sovietico, vincitore di una medaglia d'argento ai campionati mondiali di scherma.